# Hopkins River
Hopkins River är ett vattendrag i Australien. Det ligger i delstaten Victoria, omkring 220 kilometer väster om delstatshuvudstaden Melbourne.
Genomsnittlig årsnederbörd är 919 millimeter. Den regnigaste månaden är juni, med i genomsnitt 122 mm nederbörd, och den torraste är februari, med 24 mm nederbörd.